# 朝ラーメン
朝ラーメン（あさラーメン）とは静岡県旧志太郡（藤枝市、焼津市、島田市）や福島県喜多方市で見られる朝からラーメンを食べる習慣をいう。朝ラーと略される場合もある。

## 経緯

### 志太地域
静岡県旧志太郡周辺は「茶どころ」であり、新茶シーズンとなる4月からは、農家や問屋が日の出前や早朝から仕事をしている。こういった茶業者が早朝の仕事を終えてから朝食としてラーメンを食べていた。藤枝市の「マルナカ」（1919年創業）が、早朝営業と朝ラーメンの発祥と言われている。
朝ラーメンを提供する店は、当初は数店だったが、2008年ごろから藤枝市と隣接する焼津市、島田市で急増している。藤枝市内のラーメン店は朝7時や8時から営業を始める店も多く、6時から営業を行っている店もある。いずれの店も早朝の開店から多くの客が訪れている。
マルナカを基準とする店は、所在地が志太地域であることから「志太系ラーメン」とも呼ばれている。藤枝市、焼津市、島田市で「志太系ラーメン」を提供する店舗は、2018年時点で約20店舗。味のベースはしょうゆ味が多い。また、マルナカとの違いを求めるラーメン店もあり、こちらは「非志太系ラーメン」とも呼ばれている。
志太系、非志太系ともに、通常の温かいラーメンだけではなく、茹でた麺を水で締め、甘味を加わえた冷たいスープで作る「冷やしラーメン」も提供されている。マルナカでは、温かいラーメンと冷やしラーメンをセットで食べるのが流儀と言われている。
藤枝市では、朝ラーメン文化の継承とPR、地域活性化を目的として、2023年から市の予算を計上してチラシ作成や市のホームページで紹介するほか、紙芝居の制作、市内の保育施設向けに朝ラーメンの提供を行っている。保育施設では、食べる前に紙芝居を読み聞かせるようにし、朝ラーメン文化の継承と定着を試みている。紙芝居『ふじえだあさラーメンのたんじょう』（A3判、13枚）は市民団体「藤枝朝ラー文化軒究会」の監修で制作されており、朝ラーメンの成立に諸説ある中で、できるだけ史実に沿って制作したとされる。この紙芝居では、1970年代に茶の仲買人が朝早くからラーメン店の開店を行列を作って待っていたに気づいた店主が開店時間を早めたの起源としている。

### 喜多方市
福島県喜多方市には人口に対してラーメン（喜多方ラーメン）店が多く、中には朝からラーメンを提供する店も見られる。1960年代には早朝からラーメンを提供する店が存在していたようだが、その起源には以下のように諸説ある。
- 市内にある三交代制をとるアルミニウム工場の夜勤明けの工員のために販売を始めた。
- 街中から遊廓が消え、ラーメン店の夜の売り上げが減ったため、朝から営業を始めた。
- 早朝の農作業を終えた後、ラーメンを食べ始めた。

2005年（平成17年）、JR東日本のイベント「あいづデスティネーションキャンペーン」において、喜多方では当たり前の朝食ラーメンが、全国では珍しいことを発見。往時の流行語のアムラーやマヨラーに真似て、朝からラーメンを食べることを「朝ラー」として流行らせようと提案。その時から市内で「朝ラー」を使うようになった。

## その他の地域
東京都には、築地場外市場とその周辺に早朝から営業するラーメン店と中華料理店が数軒あるが、市場の移転問題もあり、2015年（平成27年）末から閉店する店が出ている。一般的な飲食店と異なり、場外市場の店舗は昼過ぎ頃までに営業を終える。
この他、都心のオフィス街にも増えつつあり、新型コロナウイルス感染拡大防止対策による官公庁からの夜間帯における営業時間短縮要請を受けて、営業時間を朝の時間帯に前倒しする形で朝ラーメンの提供を事実上開始した飲食店もある。

## 商標
2010年には「朝ラーメン」の文字をデザイン化した色彩有り商標について商標が出願され登録されている（登録5386003, 商願2010-018981）。他方、同年同出願人による「朝ラー」の文字をデザイン化した商標については「『朝ラー』の語は『朝から食べるラーメン』を表すものとして一般に使用されている」として特許庁にて2011年に拒絶審決がなされ確定している（商願2010-24047, 不服2011-8692）。